# 瓦拉姆省
14°19′07″N 2°05′11″E / 14.31861°N 2.08639°E

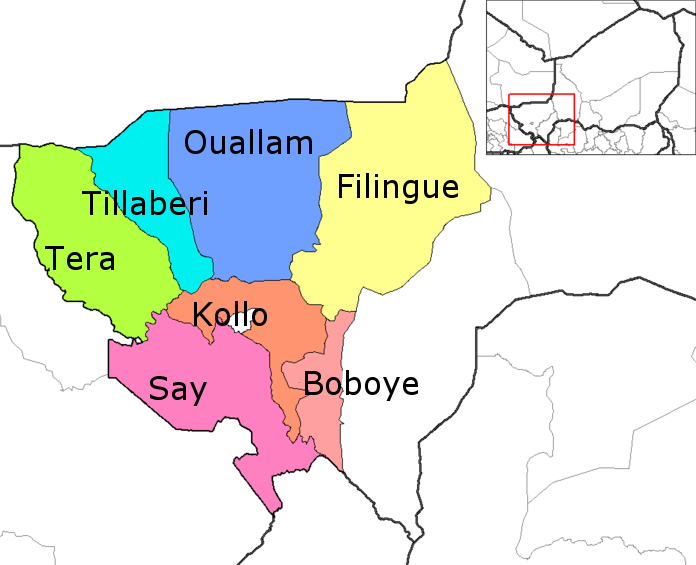

瓦拉姆省（法語：Ouallam），是尼日爾的省份，位於該國西部，由蒂拉貝里大區負責管轄，東面是菲林蓋省，面積22,093平方公里，2001年人口383,632，人口密度每平方公里17.4人。